# シチリア方言
シチリア方言(シチリアほうげん)は、シチリア語における方言。

## 分類
主なものは、次のように分類される。
- 西シチリア (パレルモ、 トラーパニ、 西中央アグリジェント)
- 中央メタフォネチカ (シチリア中央部のうち、カルタニッセッタ県、メッシーナ県、エンナ県、パレルモ県、アグリジェント県の一部)
- 東南メタフォネチカ (ラグーザ県とそれに接するシラクーザ県の一部)
- エニーゼ (エンナ県)
- 東ノンメタフォネチカ (「シチリアではパレルモ県に次いで大きいカターニア県のうち一部と、それに接するシラクーザ県の一部)
- メッシニーゼ (メッシーナ県)
- イソレ・エオリエ (エオリア諸島)
- パンテスコ (パンテッレリーア島)
- 南・中央カラブリア (中央部・南部のカラブリア州のうちレッジョ・カラブリア県、 ヴィボ・ヴァレンツィア県、カタンザーロ県、およびクロトーネ県の大半)
- 南アプリア(プッリャーゼ) (サレンチーノとも。シチリア語の方言のうちアプリアの半島部分で使用されているといわれる)
- チレンテーノ (カンパニア州チレント)